# Dorsa Andrusov

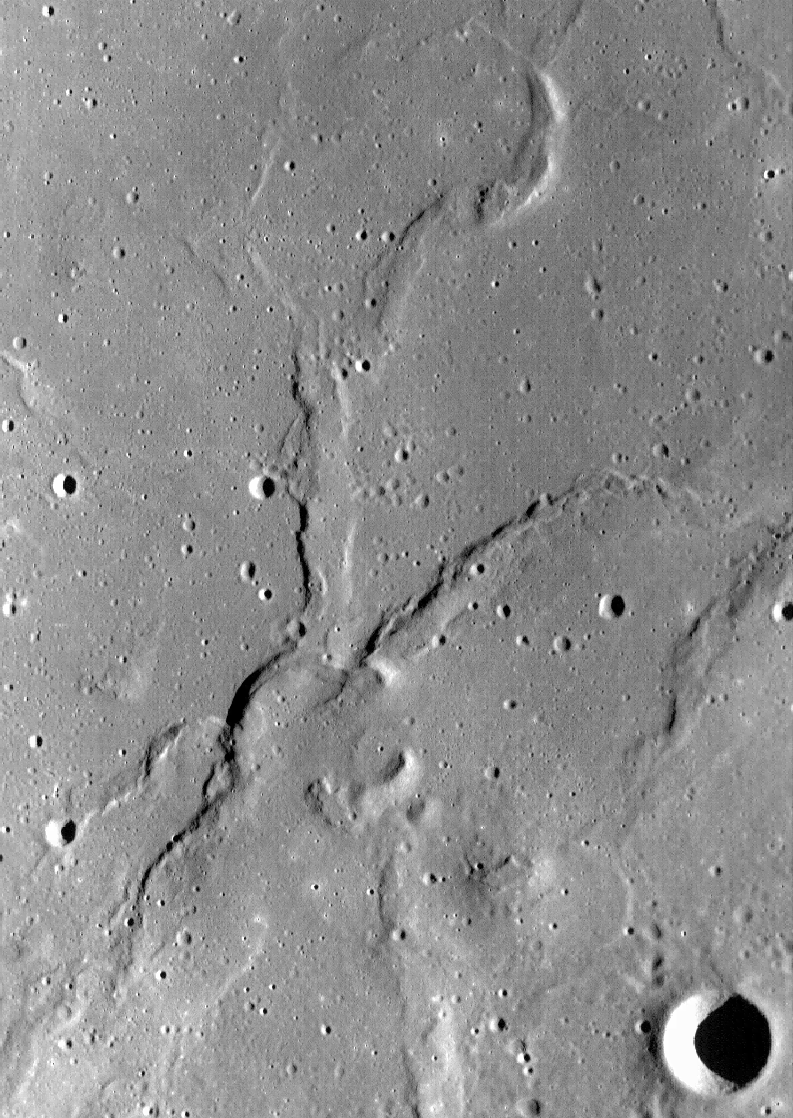
Dorsa Andrusov

Dorsa Andrusov – grupa grzbietów na powierzchni Księżyca o średnicy około 160 km. Dorsa Andrusov znajduje się na współrzędnych selenograficznych ☾ 1,0°S 57,0°E/-1,000000 57,000000 na obszarze Mare Fecunditatis.
Nazwa grzbietu została nadana w 1976 roku przez Międzynarodową Unię Astronomiczną i pochodzi od Nikołaja Andrusowa (1861-1924), rosyjskiego geologa i paleontologa.